# Xã Montgomery, Quận Hickory, Missouri
Xã Montgomery (tiếng Anh: Montgomery Township) là một xã thuộc quận Hickory, tiểu bang Missouri, Hoa Kỳ. Năm 2010, dân số của xã này là 284 người.